# مزغران (مشروب)

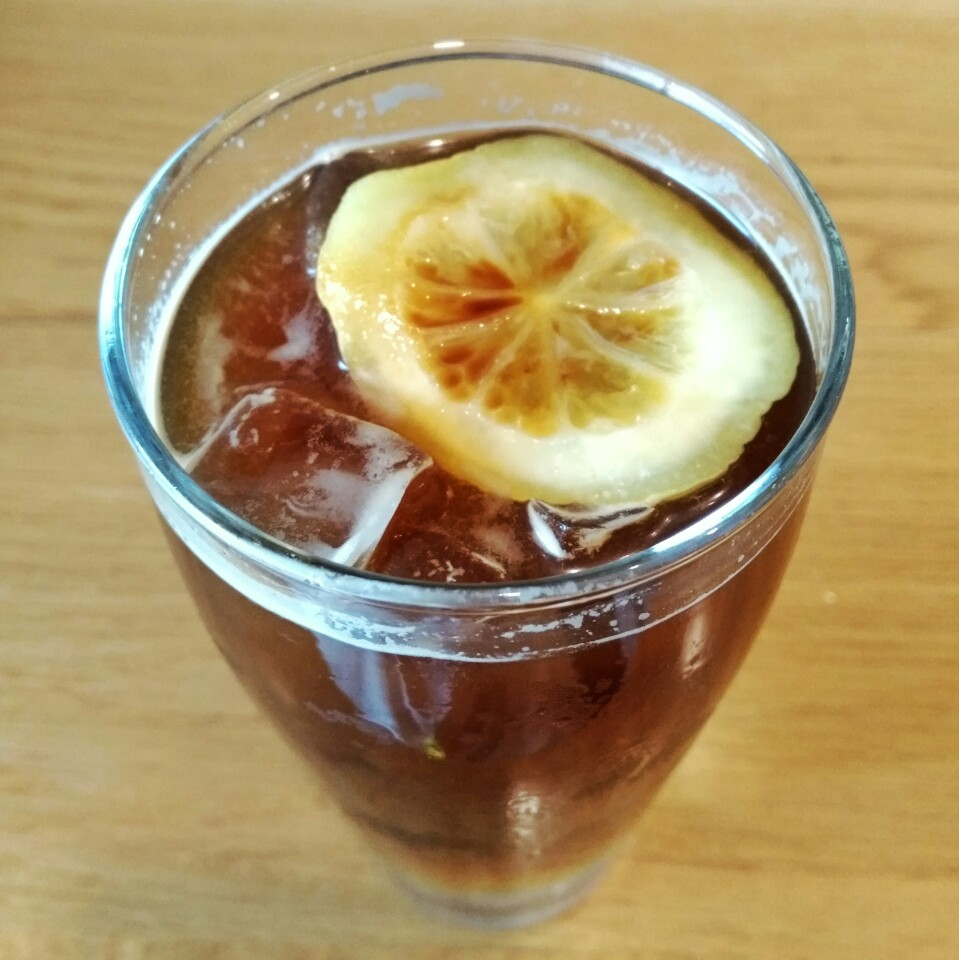
مشروب المزغران

مزغران أو قهوة مزغران الجزائرية مشروب حلو قليلا، محضر من القهوة. ويعد المزغران أصل القهوة المثلجة.
يحتوي هذا المشروب على نوعين رئيسيين، أحدهما يسمى البرتغالي ، ويتكون من الإسبريسو وعصير الليمون والروم ، والآخر ويُشرب في النمسا بكثرة، ويُقدم أيضًا مع الروم ومكعبات الثلج. يُصنع ضربٌ أسرع بسكب قهوة الإسبريسو الحلوة فوق مكعبات الثلج وشريحة من الليمون

## التاريخ والأصل
الاسم مشتق من اسم مدينة مزغران في الجزائر،  ويرجع إلى زمن احتلال فرنسا للمنطقة. يُذكر أن الجنود الفرنسيين المحاصرين في هذه المدينة من الجزائريين اضطروا إلى التخلص من عادتهم بشرب قهوتهم القوية والمغسولة بماء الحياة بسبب النقص معتمدين القهوة المخففة بالماء إلى حد كبير مشروبًا لهم.

## التحضير والاختلافات
يُحضر المزغران من القهوة الساخنة، ويسكب فوق مثلجات، ويقدم عادة في كوب طويل وضيق  ويمكن وصفه أيضًا بأنه «القهوة الممزوجة بالماء بدلاً من الحليب» حيث تُقدم القهوة في كوب طويل، مصحوبًا بوعاء مملوء بالماء، والذي يجب بعد ذلك سكبه في القهوة.
ويسمى المشروب أيضًا "قهوة برتغالية بالمثلجات" حلوة محضرة من القهوة القوية أو الإسبريسو المسكوبة فوق المثلجات والليمون  . أحيانا، يُضاف شراب الروم أو السكر إلى هذه النسخة البرتغالية.
في النمسا ، يُقدم المزغران مع مكعب مثلجات ويُحضر مع مشروب الروم. وعادة ما يُشرب المشروب هناك «في مرة واحدة»  .
ويُحضر في كاتالونيا مع القهوة والمثلجات والليمون.
في منتصف التسعينيات ، طورت ستاربكس وبيبسيكو خطًا من المشروبات الغازية المنكهة، مستوحاة من المزغران، بإسم « مزغران », مصنوع من القهوة  . وبعد فترة تجريبية قصيرة في كاليفورنيا عام توقف إنتاجه لعدم رواجه لدى المستهلكين , سلطت دراسة سوقية جديدة أجرتها ستاربكس الضوء على حقيقة أن الجمهور يرغب في استهلاك مستخلص القهوة الذي يمكن استخدامه في منتجات مختلفة بنكهة القهوة. واستخدم مستخلص القهوة في المستحضرات المعبأة التي تباع في المتاجر، مثل فرابوشينو ستاربكس .

## الملاحق
: document utilisé comme source pour la rédaction de cet article.

### فهرس
- Ukers, William Harrison (1922). All About Coffee (بالإنجليزية). Tea and Coffee Trade Journal Company. Archived from the original on 2022-04-07.
- Good Roads Institute (1900). Report (بالإنجليزية). Shreveport: Louisiana. Dept. of Agriculture. Vol. 9. Archived from the original on 2017-04-13.
- Thurber, Francis Beatty (1881). Coffee, from Plantation to Cup (بالإنجليزية). American Grocer Publishing Association. Archived from the original on 2017-04-13.
- DK (2014). Coffee Obsession (بالإنجليزية). Penguin. p. 224. ISBN:978-1-4654-3476-0. Archived from the original on 2017-04-13.
- Debry, Gérard (1994). Coffee and Health (بالإنجليزية). Montrouge: John Libbey Eurotext. p. 537. ISBN:2-7420-0037-2. Archived from the original on 2017-04-13.
- Clark, Taylor (2007). Starbucked : A Double Tall Tale of Caffeine, Commerce, and Culture (بالإنجليزية). Little, Brown. p. 300. ISBN:978-0-316-02617-8. Archived from the original on 2017-04-13.
- Bedbury, Scott (2003). A New Brand World (بالإنجليزية). Penguin. p. 220. ISBN:0-14-200190-2. Archived from the original on 2017-06-24.
- New York State Library (1-1850). Catalogue of the New York State Library (بالإنجليزية). C. Van Benthuysen. Archived from the original on 2017-04-13. {{استشهاد بكتاب}}: تحقق من التاريخ في: |تاريخ= (help)
- Doctor, Vikram (4-2012). "Coffee Song: A rethink on Coffee". The Economic Times (en ligne) (بالإنجليزية). Archived from the original on 2023-05-23. Retrieved 2017-09-24. {{استشهاد بدورية محكمة}}: تحقق من التاريخ في: |تاريخ= (help)
- Savage, F. Walter (1878). French exercises, based on the Memory work of the French grammar (بالإنجليزية). Archived from the original on 2017-04-13.
- Allison, Melissa (3-2009). "Starbucks' instant coffee originated with the guy who brought us Frappuccino and a flop called Mazagran". The Seattle Times (en ligne) (بالإنجليزية). Archived from the original on 2 novembre 2014. Retrieved 2017-09-24. {{استشهاد بدورية محكمة}}: تحقق من التاريخ في: |تاريخ= and |تاريخ أرشيف= (help)
- Bousfield, Jonathan; Humphreys, Rob (2001). Austria (بالإنجليزية). Rough Guides. p. 594. ISBN:1-85828-709-X. Archived from the original on 2016-10-31.

### روابط خارجية
- "Failed Starbucks drinks and products". www.foxnews.com (بالإنجليزية). Fox News. 8-2013. fox. Archived from the original on 2019-02-09. Retrieved 2017-09-24. {{استشهاد ويب}}: تحقق من التاريخ في: |تاريخ= (help)